# Teodor Buchner
Teodor Emanuel Buchner – polski fizyk, doktor habilitowany, specjalizujący się w fizyce ciała stałego oraz fizyce medycznej. Adiunkt na Wydziale Fizyki Politechniki Warszawskiej.

## Życiorys
Fizykę na Wydziale Fizyki Technicznej i Matematyki Stosowanej Politechniki Warszawskiej ukończył w 1995 roku. Stopień doktorski uzyskał na Wydziale Fizyki Politechniki Warszawskiej w 2002 roku na podstawie pracy zatytułowanej Dynamika symboliczna i lokalne miary uporządkowania wybranych układów dynamicznych, przygotowanej pod kierunkiem Jana Żebrowskiego, a w 2020 habilitował się na podstawie cyklu publikacji pt. Wybrane nieliniowe układy dynamiczne i ich otoczenie w zagadnieniach fizyki medycznej. Na Wydziale Fizyki PW pracuje od 1995, początkowo jako asystent, a od 2002 na stanowisku adiunkta. W swojej działalności naukowej zajmuje się wykorzystaniem metod fizyki nieliniowej do badania organizmów żywych, w szczególności układu krążenia. Publikował prace w czasopismach, takich jak „Chaos: An Interdisciplinary Journal of Nonlinear Science”, „Chaos, Solitons & Fractals” czy „Physical Review E”. W 2014 został odznaczony Medalem Komisji Edukacji Narodowej.
Był instruktorem Związku Harcerstwa Rzeczypospolitej, członkiem Rady Naczelnej ZHR w latach 1997-1999.